# Lignères
Lignères település Franciaországban, Orne megyében. Lakosainak száma 29 fő (2022. január 1.). Lignères Champ-Haut, Coulmer, Ménil-Froger, Le Ménil-Vicomte, Orgères és Merlerault-le-Pin községekkel határos.

## Népesség
A település népességének változása:
| Lakosok száma | 28   | 28   | 29   | 28   | 29   | 29   | 29   | 29   | 29   |
|               | 2013 | 2015 | 2016 | 2017 | 2018 | 2019 | 2020 | 2021 | 2022 |